# Xian'an
Xian'an är ett stadsdistrikt i Xianning i Hubei-provinsen i centrala Kina.